# 2017年5月逝世人物列表
2017年逝世人物列表：1月 - 2月 - 3月 - 4月 - 5月 - 6月 - 7月 - 8月 - 9月 - 10月 - 11月 - 12月
2017年5月逝世人物列表，是用于汇总2017年5月期间逝世人物的列表。

## 依日期排序

### 31日
- 吉里·贝洛拉维克（捷克語：Jiří Bělohlávek），71歲，捷克指揮家。[1]
- 盧博米爾·胡薩爾（烏克蘭語：Любомир Гузар），84歲，烏克蘭籍天主教樞機。[2]
- 丁松筠（英語：George Martinson S.J.），74歲，在台灣的美國籍神父及電視節目製作人、主持人。[3]（遺體發現日期）
- 約翰·梅（英语：John May (politician)），67歲，美國政治人物，前北卡罗来纳州众议院議員。[4]
- 黛安娜·托（英语：Diane Torr），68歲，加拿大變裝國王，死於腦瘤。[5]

### 30日
- 湯姆·格雷厄姆（英语：Tom Graham (American football)），67歲，美國美式足球運動員（丹佛野马、聖地牙哥閃電（英语：History of the San Diego Chargers））。[6]
- 莫莉·彼得斯（英语：Molly Peters），75歲，英國女演員（《鐵金剛勇戰魔鬼黨》）。[7]

### 29日
- 郭予元，84岁，中国农业科学院植物保护研究所所长。[8]
- 邁克爾·阿哈恩（英语：Michael A'Hearn），76歲，美國天文學家。[9]
- 小拉蒙·坎波斯（英语：Ramon Campos Jr.），92歲，菲律賓籃球運動員。[10]
- 曼努埃尔·诺列加（西班牙語：Manuel Noriega），83歲，前巴拿馬軍事獨裁者，死於脑瘤。[11]
- 康斯坦蒂诺斯·米佐塔基斯（希臘語：Κωνσταντίνος Μητσοτάκης），98岁，希腊前总理。[12]
- 劉麗玲，60餘歲，馬來西亞雪州加影前州議員[13][14]。

### 28日
- 于明涛，99歲，前中华人民共和国审计署審計長。[15]
- 埃里克·布萊德（英语：Eric Broadley），88歲，英國賽車製造商和羅拉汽車（英语：Lola Cars）創辦人。[16]
- 帕特·穆林斯（英语：Pat Mullins），79歲，美國政治人物，死於交通意外。[17]

### 27日
- 詹姆斯·萊昂內爾·布洛克（英語：James Bertram Lionel Brooke），76歲，砂拉越布洛克王朝後嗣。[18]
- 基蘭·愛莎（英语：Kiran Ashar），69歲，印度板球運動員。[19]
- 葛雷格·歐曼（英語：Gregg Allman），69歲，美國搖滾音樂家，為欧曼兄弟乐团的創始成員。肝癌逝世。[20]
- 玄鴻柱（韓語：현홍주），76歲，韓國政治人物，前韓國常駐聯合國代表與韓國駐美國大使。[21]
- 路德維希·普雷斯（英语：Ludwig Preis），45歲，德國足球教練（格雷特霍夫）。[22]

### 26日
- 勞拉·比亞戈蒂（英语：Laura Biagiotti），73歲，意大利時裝設計師，死於心臟病。[23]
- 吉姆·邦寧（英語：Jim Bunning），85歲，美國棒球運動員（底特律老虎、費城費城人）及政治人物，前美國參議院與眾議院肯塔基州第四國會選區（英语：Kentucky's 4th congressional district）代表議員，死於中風併發症。[24]
- 兹比格涅夫·布熱津斯基，89岁，美国外交家、政治学者，吉米·卡特总统任内的国家安全顾问。[25]
- 李裕杰，57歲，中國實業家，上海水星家用纺织品创始人兼董事長。家中摔倒而死。[26]
- 赵黎平，66岁，中华人民共和国死刑犯，原内蒙古自治区政协副主席，因犯杀人、受贿、非法持有枪支弹药等罪被处决。[27]

### 25日
- 岡田英弘（日語：岡田 英弘），86歲，日本歷史學者。[28]
- 穆罕默德·巴瓦（英语：Mohammed Bawa），67歲，尼日利亞軍事與政治人物，前埃基蒂州和贡贝州行政長官，死於手術併發症。[29]
- 阿利斯泰尔·霍恩爵士（英語：Sir Mohammed Bawa），91歲，英國歷史學家、記者和間諜。[30]

### 24日
- 严幼韵，111岁，联合国国际公务员，中華民國外交家顾维钧遗孀。[31]
- 奈傑爾·福爾曼（英语：Nigel Forman），78歲，英國政治人物，前英国下议院卡蘇頓和沃靈頓選區議員。[32]（死亡公布日期）
- 克勞迪婭·赫爾曼（英语：Claudia Hellmann），93歲，德國歌劇歌手。[33]

### 23日
- 谢光，86岁，中国人民解放军中将，原国防科工委副主任。[34]
- 奧利維爾·德貝朗熱（英语：Olivier de Berranger），78歲，法國羅馬天主教主教，前天主教聖但尼教區主教。[35]
- 亚历山大·布尔东斯基（俄语：Бурдонский, Александр Васильевич），75岁，俄罗斯导演，前苏联最高领导人斯大林之孙。[36]
- 本·芬尼（英语：Ben Finney），83歲，美國人類學家。[37]
- 爵士，89岁，英国演员，系列電影主角。死於癌症。[38]
- 維奧雷爾·莫拉留（羅馬尼亞語：Viroel Morariu），85歲，羅馬尼亞橄欖球員。[39]
- 俞昌旋，75岁，中国科学技术大学教授，中国科学院院士。[40]

### 22日
- 維克托·庫普里奇克（英语：Viktor Kupreichik），67歲，白俄羅斯國際象棋大師。[41]
- 弗拉基米爾·佩里圖林（英语：Vladimir Pereturin），78歲，俄羅斯足球運動員及電視評論員。[42]
- 尼基·海登（英語：Nicky Hayden），35岁，美国专业摩托车赛手，2006年世界摩托车锦标赛总冠军。死於车祸。[43]
- 陳玉樹，63歲，香港資深工商管理學學者，曾任科大商學院創院院長及嶺南大學校長。[44]

### 21日
- 里奧·克里斯蒂（英语：Leo Kristi），67歲，印尼歌手，死於腎衰竭。[45]
- 比爾·懷特（英语：Bill White (ice hockey)），77歲，加拿大冰球運動員（芝加哥黑鷹、洛杉磯國王、國家隊）。[46]
- 與謝野馨（日語：与謝野 馨），78歲，日本政治人物，曾任財務大臣。[47]

### 20日
- 张志勇，原名張保奎，101岁，中华人民共和国开国少将，国防科技大学原副校长。[48]
- 喬伊·科寧（英语：Joy Corning），84歲，美國政治人物，前艾奧瓦州副州長（英语：List of lieutenant governors of Iowa），死於肝病。[49]
- 亞歷山大·亞歷山德羅維奇·沃爾科夫，65歲，俄羅斯政治人物，前烏德穆爾特共和國首腦。[50]
- 曹征海，57歲，中华人民共和国安徽省政協副主席兼黨組副書記。[51]

### 19日
- 杨益言，91岁，中国作家，《红岩》作者之一。[52]
- 李盛光，65岁，新加坡教育家，南洋理工大学副校长、国立教育学院前院长。[53]
- 唐納德·艾文森（英語：Donald Avenson），72歲，美國政治人物，前艾奥瓦州众议院議員。[54]
- 斯坦利·格林（英语：Stanley Greene），68岁，美国摄影记者。[55]
- 赫伯特·L·梅施克（英語：Herbert L. Meschke），89歲，美國政治人物及法官，前北達科他州最高法院（英语：North Dakota Supreme Court）法官與北达科他州众议院和参议院議員。[56]
- 纳西宛·穆斯塔法（英语：Nawshirwan Mustafa）（庫德語：（73歲，伊拉克库尔德政客，变革运动协调员。[57]
- 汤米·罗斯（英语：Tommy Ross (footballer)），70歲，苏格兰足球运动员（约克市足球俱乐部）。[58]

### 18日
- 雅克·法斯科，101歲，美國未來學家。[59]
- 吉姆·麥克埃倫（英语：Jim McElreath），89歲，英國賽車手。[60]
- 奧利夫·奧萊斯克（英语：Olev Olesk），96歲，愛沙尼亞政治人物，前流亡外交部部長（英语：Minister of Foreign Affairs (Estonia)）。[61]
- 羅傑·艾爾斯（英語：Roger Ailes），77歲，美國福克斯新聞頻道創辦人。死於硬腦膜下血腫引發的併發症。[62]

### 17日
- 羅克斯·博爾頓（英语：Roxcy Bolton），90歲，美國維權活動家和女權主義者，遇難婦女（英语：Women in Distress）創辦人。[63]
- 克里斯·康奈尔（英語：Chris Cornell），52岁，美国歌手。[64]
- 維克托·戈爾巴特科（俄語：Ви́ктор Горба́тко），82歲，前蘇聯太空人。[65]
- 洛蒂·摩根（英語：Rhodri Morgan），77歲，英國威爾斯政治家，下議院西加的夫選區議員（1987年－2001年）、威爾斯工黨黨魁（2000年－2009年）、威爾斯首席大臣（2000年－2009年）。[66]
- 阿蘭·斯文班克（英语：Alan Swinbank），72歲，英國賽馬訓練師。[67]

### 16日
- 伯納德·博森（英语：Bernard Bosson），69歲，法國政治人物，前交通部部長（英语：Minister of Transport (France)）、旅遊部部長（英语：Minister of Tourism (France)）及公共工程部長（英语：Minister of Public Works (France)）。[68]
- 貢納爾·莫勒（英语：Gunnar Möller），88歲，德國演員（《長相思（英语：I Often Think of Piroschka）》）。[69]
- 白景芝，78岁，中国科学院高能物理研究所研究员。[70]
- 柯杨，82岁，中国民俗学会原副会长，兰州大学中文系原系主任，教授。[71]

### 15日
- 伊恩·布雷迪（英语：Moors murders），79歲，英國連環殺手（沼澤凶殺（英语：Moors murders）），死於肺癌。[72]
- 哈維爾·瓦爾迪茲·卡德納斯（西班牙語：Javier Valdez Cárdenas），50歲，墨西哥記者（《Noroeste》、《霍爾納達報（英语：La Jornada）》），中槍身亡。[73]
- 李麟求（朝鲜语：이인구 (기업인)），85歲，韓國企業家。[74]
- 豬哥亮（原名謝新達，後更名謝友偵），70歲，台灣台語節目主持人、演員，因大腸癌引發器官衰竭病逝。[75]
- 弗朗索瓦·福塔西（英语：François Fortassin），77歲，法國政治人物。[76]

### 14日
- 弗兰克·布莱恩（英語：Frank Brian），94歲，美國籃球員。[77]
- 鲍尔斯·布思（英語：Powers Boothe），68歲，美國演員（《墓碑鎮（英语：Tombstone (film)）》、《死木》、《赤色黎明》），艾美獎（英语：Primetime Emmy Award for Outstanding Lead Actor in a Limited Series or Movie）得獎人（1980年（英语：32nd Primetime Emmy Awards））。[78]
- 倫·羅德（英语：Len Rohde），79歲，美國美式足球運動員（舊金山49人）。[79]
- 张良铎，92岁，中国建筑结构工程领域专家，清华大学土木工程系教授。[80]

### 13日
- 尼古拉斯·塔林（英语：Peter Nicholas Tarling），86歲，歷史學家，專長東南亞史，奧克蘭大學榮譽教授，主編《劍橋東南亞史（英语：The Cambridge History of Southeast Asia）》。海泳溺斃。[81]
- 奧利維羅·貝（英语：Oliviero Beha），68歲，意大利記者。[82]
- 揚克·多西克（英语：Yanko Daucik），76歲，捷克足球運動員（皇家贝蒂斯、皇家马德里）[83]
- 托馬斯·H·帕特尼蒂（英语：Thomas H. Paterniti），88歲，美國政治人物，前新泽西州众议院及参议院議員。[84]
- 龚剑锋，53岁，中国历史学者，浙江师范大学历史系副教授。[85]

### 12日
- 张玉昆，91岁，中国配音演员。[86]
- 于素秋，88歲，香港女演員，死於肺炎。[87]
- 路易·博耶（英语：Louis Boyer (politician)），93歲，法國政治人物，前参议院卢瓦雷省代表議員與济安市長。[88]
- 毛诺·科伊维斯托（芬蘭語：Mauno Koivisto），93歲，前芬蘭總理、總統。[89]
- 大衛·托馬斯（英语：David Thomas (bishop)），74歲，威爾士聖公會主教，前威爾斯教會省助理主教（英语：Provincial episcopal visitor）。[90]

### 11日
- 武寒青，53岁，中國大陸企業家、动画《魁拔》创始人，制片人，青青树公司CEO。死於结肠癌肝转移。[91]
- 加布里埃爾·奇拉梅爾（英语：Gabriel Chiramel），102歲，印度羅馬天主教主教、教育家、動物學家和作家。[92]
- 伊麗莎白·埃爾莫德森（英语：Elisabet Hermodsson），89歲，瑞典藝術家和詩人。[93]
- 查爾斯·A·麥克萊納漢（英語：Charles A. McClenahan），76歲，美國政治人物，前马里兰州众议院議員。[94]

### 10日
- 杰弗里·貝爾登（英语：Geoffrey Bayldon），93歲，英國演員（《Catweazle（英语：Catweazle）》、《華澤爾·古米治》、《007：皇家赌场》）。[95]
- 格雷戈·福里斯特爾（英语：Greg Forristall），67歲，美國政治人物，前艾奥瓦州众议院議員，死於癌症。[96]

### 9日
- 布萊恩·詹姆斯·巴恩斯（英語：Brian James Barnes），84歲，澳洲出生的巴布亞羅馬天主教主教，前天主教艾塔佩教區主教與天主教莫爾茲比港總教區總主教。[97]
- 钱其琛，89岁，中国共产党第十四届、十五届中央政治局委员，原国务委员，国务院原副总理和原外交部長。[98]
- 愛德華·倫恩·楊（英语：Edward Lunn Young），96歲，美國政治人物，前美國眾議院南卡羅來納州第六國會選區（英语：South Carolina's 6th congressional district）議員。[99]

### 8日
- J·大衛·莫爾森（英語：J. David Molson），88歲，加拿大企業主管（莫爾森啤酒廠（英语：Molson Brewery）），前蒙特利尔加拿大人業主。[100]
- 玛丽·特索尼（英語：Mary Tsoni），30歲，希臘女演員和歌手（《非普通教慾》）。[101]
- 山田广作，75岁，日本音樂製作人。[102]

### 7日
- 埃隆·拉格斯·利馬（英语：Elon Lages Lima），87歲，巴西數學家。[103]
- 戈萊姆雷薩·巴列維（英语：Gholamreza Pahlavi），91歲，波斯王子。[104]
- 吴文俊，97岁，中國数学家，中国科学院院士，国家最高科学技术奖得主。[105]

### 6日
- 彭少逸，99岁，中國科學院院士，物理化学家。[106]
- 屠善澄，93岁，中國工程院院士，中国人造卫星工程开拓者之一。[107]
- 史蒂文·霍尔库姆（英語：Steven Holcomb），37歲，美國雪車運動員，奧運冠軍（2010年（英语：Bobsleigh at the 2010 Winter Olympics – Four-man））。[108]
- 彼得·諾布爾（英语：Peter Noble），72歲，英格蘭足球運動員（斯温登、伯恩利）。[109]
- 許崇文，61歲，台灣前國大代表。[110]

### 5日
- 布赫，91岁，第八届、九届全国人民代表大会常务委员会副委员长。[111]
- 柯琳·葉荷莉（法语：Corinne Erhel），50歲，法國國會議員。[112]
- 阿爾米爾·吉尼托（英语：Almir Guineto），70歲，巴西森巴舞者，死於腎病和糖尿病。[113]
- 萊拉·塞特（英语：Leila Seth），86歲，印度女法官，前喜馬偕爾邦高等法院（英语：Himachal Pradesh High Court）法官，死於心肺功能衰竭。[114]
- 埃利·乌尔德·穆罕默德·瓦勒（阿拉伯語：إعلي ولد محمد فال），64歲，前毛里塔尼亚軍政府元首。[115]

### 4日
- 杰伊·卡蒂（英語：Jay J. Carty Jr.），75歲，美國籃球員。[116]
- 威廉·鮑莫爾（英語：William Jack Baumol），95歲，美國經濟學家。[117]
- 蔡有全，65歲，台灣獨立運動人士。[118]
- 凱蒂·博德格（丹麥語：Katy Bødtger），84歲，丹麥歌手。[119]
- 蒂莫·馬基寧（英语：Timo Mäkinen），79歲，芬蘭賽車手。[120]
- 叶平安，77岁，中国麻醉学家，西安医科大学第一临床医学院、第一附属医院教授。[121]

### 3日
- 米沙勒·本·阿卜杜勒阿齊茲·薩德（英语：Mishaal bin Abdulaziz Al Saud），90歲，沙特王子，前麥加省省長與國防部長（英语：Minister of Defense (Saudi Arabia)）。[122]
- 阿巴斯·阿卜杜拉希·謝赫·薩拉吉（英语：Abbas Abdullahi Sheikh Siraji），31歲，索馬里政治人物，中槍身亡。[123]
- 月丘夢路（日語：月丘 夢路），95歲，日本電影演員，曾在寶塚歌劇團擔任演員。[124]
- 吴家麟，91岁，中国法学家，宁夏大学教授、原校长。[125]

### 2日
- 王富仁，76岁，北京师范大学文学院教授。[126]
- 托比·金博尔（英語：Thomas Kimball），74歲，美國籃球員。[127]
- 邁克爾·古爾（英语：Michael Gurr），55歲，澳洲劇作家（《離開（英语：Departure (1986 film)）》）。[128]
- 海因茨·凱斯勒（德語：Heinz Kessler），97歲，德國政治人物和軍官，前東德國防部長（英语：Ministry of National Defence (East Germany)）。[129]
- 萊奧·K·索斯內斯（英语：Leo K. Thorsness），85歲，美國空軍官員與荣誉勋章獲得者，前華盛頓州參議院（英语：Washington State Senate）議員。[130]
- 孫文雄，75歲，台灣企業家、財訊集團前執行長。[131]

### 1日
- 阿納托利·阿列克辛（英语：Anatoly Aleksin），92歲，俄羅斯作家和詩人。[132]
- 邁克·羅利（英語：Mike Lowry），79歲，美國政治人物，前美國眾議院華盛頓州第七國會選區（英语：Washington's 7th congressional district）議員及華盛頓州州長，死於中風併發症。[133]
- 托尼·斯卡帕奇奇（英语：Tony Scappaticci），48歲，愛爾蘭足球運動員（格倫納萬、班戈爾（英语：Bangor F.C.）、紐里城（英语：Newry City F.C.））。[134]（屍體發現日期）
- 穆罕默德·塔比（英语：Mohamed Talbi），95歲，突尼斯歷史學家。[135]